# El martillo de Dios
El martillo de Dios es una novela de ciencia ficción escrita por Arthur C. Clarke en 1993. La trama relata la aproximación de un asteroide llamado Kali (descubierto por el Dr. Angus Miller, un astrónomo aficionado de Marte), el cual está en ruta de colisión con la Tierra. El capitán Robert Singh, de la nave espacial Goliath, es enviado en esta para desviarlo.

## Conexiones con películas
Aunque el director Steven Spielberg tuvo una opción sobre los derechos de El martillo de Dios, la película resultante Deep Impact/Impacto profundo (1998) no tiene ningún parecido con el libro y Clarke no apareció en los créditos de la misma.

## Trivia
- Clarke reintroduce la idea del proyecto Vigilancia espacial, el cual mencionó previamente en Cita con Rama como un proyecto para detectar objetos próximos a la Tierra. Clarke también incluye un personaje similar al HAL 9000 de 2001: Una odisea espacial: el superordenador de a bordo de la Goliath, llamado David.
- Irónicamente, la Vigilancia espacial presente en El Martillo de Dios parece ser la Vigilancia espacial que existe en el mundo real, cuya inspiración y nombre provienen de la de Cita con Rama, tal y como se señala al indicar que ha tomado su nombre de una oscura novela de ciencia ficción, y el impacto del 11 de septiembre de 2077 que da lugar a la Vigilancia Espacial de Cita con Rama es sólo mencionada en los "reconocimientos y fuentes" del libro
- El libro indica que Singh ha estado demasiado tiempo en una gravedad menor que la terrestre, por lo que no puede regresar de manera saludable a la Tierra. Esta idea está muy extendida dentro de la ciencia ficción, incluyendo otros trabajos de Arthur C. Clarke.

## Referencia bibliográfica
- Clarke, Arthur C. (1997). El martillo de Dios. Barcelona: Ediciones B, S.A. ISBN 978-84-406-7069-4.

- Datos: Q3140584